# Dekýš
Dekýš – wieś (obec) na Słowacji położona w kraju bańskobystrzyckim, w powiecie Bańska Szczawnica. Pierwsze wzmianki o miejscowości pochodzą z roku 1270. 
Według danych z dnia 31 grudnia 2012, wieś zamieszkiwały 202 osoby, w tym 96 kobiet i 106 mężczyzn.
W 2001 roku pod względem narodowości i przynależności etnicznej 95,6% mieszkańców stanowili Słowacy, a 2% Czesi.
Ze względu na wyznawaną religię struktura mieszkańców kształtowała się w 2001 roku następująco:
- Katolicy rzymscy – 88,4%
- Ewangelicy – 5,6%
- Ateiści – 1,6%
- Przedstawiciele innych wyznań – 0,4%
- Nie podano – 4%